# 山手町 (瀬戸市)
山手町（やまてちょう）は、愛知県瀬戸市效範連区の町名。丁番を持たない単独町名である。

## 地理
- 瀬戸市の西端に位置する[8]。西を東山町・尾張旭市新居、北をやまて坂・ひまわり台、東を西松山町・苗場町・北山町、南を松原町と隣接している[8]。
- 南東の一帯は新興住宅地化が進み、北部は標高130m前後の丘陵地帯が続く[8]。

### 池沼
- 山手池 ： 町の北西部、東山町との町境にある。

- 山手池

### 学区
市立小・中学校に通う場合、学区は以下の通りとなる。また、公立高等学校普通科に通う場合の学区は以下の通りとなる。
| 番・番地等 | 小学校             | 中学校             | 高等学校 |
| ---------- | ------------------ | ------------------ | -------- |
| 全域       | 瀬戸市立東山小学校 | 瀬戸市立南山中学校 | 尾張学区 |

## 歴史

### 沿革
- 1957年（昭和32年）7月1日 - 瀬戸市大字中水野字南山の一部により、同市山手町として成立[2]。
- 1968年（昭和43年）4月15日 - 町域の一部が松原町2丁目となる[11]。
- 1984年（昭和59年）5月1日 - 町域の一部が西松山町3丁目となり[12]、小田妻町[注釈 1]の一部を編入する[13]。
- 2004年（平成16年）3月20日 - 町域の一部がやまて坂1丁目〜3丁目・東山町となり、ひまわり台5丁目の一部を編入する[14]。
- 2008年（平成20年）3月1日 - 町域の一部が東山町2丁目となり、松原町2丁目の一部を編入する[15][16]。

## 世帯数と人口
2024年（令和6年）1月1日現在の世帯数と人口は以下の通りである。
| 町丁   | 世帯数  | 人口   |
| ------ | ------- | ------ |
| 山手町 | 611世帯 | 1,40人 |

### 人口の変遷
国勢調査による人口の推移
| 1995年（平成7年）  | 1,039人 | [ 17 ] |  |
| 2000年（平成12年） | 1,235人 | [ 18 ] |  |
| 2005年（平成17年） | 1,269人 | [ 19 ] |  |
| 2010年（平成22年） | 1,343人 | [ 20 ] |  |
| 2015年（平成27年） | 1,482人 | [ 21 ] |  |
| 2020年（令和2年）  | 1,419人 | [ 22 ] |  |

### 世帯数の変遷
国勢調査による世帯数の推移。
| 1995年（平成7年）  | 323世帯 | [ 17 ] |  |
| 2000年（平成12年） | 397世帯 | [ 18 ] |  |
| 2005年（平成17年） | 411世帯 | [ 19 ] |  |
| 2010年（平成22年） | 454世帯 | [ 20 ] |  |
| 2015年（平成27年） | 507世帯 | [ 21 ] |  |
| 2020年（令和2年）  | 509世帯 | [ 22 ] |  |

## 交通

### 鉄道
町内に鉄道は走っていない。最寄り駅は名鉄瀬戸線水野駅になる。

### バス
瀬戸市コミュニティバス「こうはん線」
- イオン瀬戸みずの店 - 東山町 - 陶生病院 系統が走っているが、町内にバス停はない。最寄りのバス停は、やまて坂バス停・東山小学校バス停になる。

### 道路
町内に国道・県道は通っていない。

## 施設
- ケアプラザ瀬戸 ： 1993年（平成5年）開設。労災年金を受給している人向けに厚生労働省が設置し、一般財団法人労災サポートセンターが委託を受けて運営している施設[23]。
- 山手町ちびっこ広場 ： 町の北東部にある小さな公園。ブランコと鉄棒がある。

- ケアプラザ瀬戸
- 山手町ちびっこ広場

## その他

### 日本郵便
- 郵便番号 ： 489-0989[6]（集配局：瀬戸郵便局[24]）。